# Shimun XIII. Dinkha
Mar Shimun XIII. Dinkha war Patriarch der Chaldäisch-katholischen Kirche mit dem Titel Patriarch von Babylon der Chaldäer in Salamas (1662–1692). Er beendete jedoch die Kirchengemeinschaft mit Rom und wurde Patriarch der Assyrischen Kirche des Ostens. Seine Residenz wählte er in Qodchanis.
Grund für die Trennung war die erbliche Weitergabe des Patriarchats, die von der katholischen Kirche nicht anerkannt wird. Damit war er der letzte erbliche Patriarch der Chaldäisch-katholischen Kirche. Daraufhin gründete Rom ein eigenes Patriarchat von Babylon.
Shimun XIII. Dinkha war somit der letzte Patriarch in der erblichen Linie der Chaldäisch katholischen Patriarchen nach Shimun X. Eliyah (1600–1638), Shimun XI. Eshuyow (1638–1656) und Shimun XII. Yoalaha (1656–1662) und begründete damit eine erbliche Linie von autokephalen Patriarchen, die bis zum Tod von Patriarch Shimun XXIII. Eshai 1975 fortbestand.
Shimun XIII. Dinkha starb um das Jahr 1700. Sein Nachfolger wurde Shemʿon XIV Shlemon.
| Vorgänger           | Amt                             | Nachfolger |
| ------------------- | ------------------------------- | ---------- |
| Shimun XII. Yoalaha | Patriarch von Babylon 1662–1692 | Joseph I.  |

| Vorgänger | Amt                                                    | Nachfolger          |
| --------- | ------------------------------------------------------ | ------------------- |
| Eliya IX. | Katholikos der Assyrischen Kirche des Ostens 1681–1700 | Shimun XIV. Shlimun |

| Personendaten    | Personendaten                                       |
| ---------------- | --------------------------------------------------- |
| NAME             | Shimun XIII. Dinkha                                 |
| KURZBESCHREIBUNG | Katholikos-Patriarch chaldäisch-katholischen Kirche |
| GEBURTSDATUM     | 17. Jahrhundert                                     |
| STERBEDATUM      | um 1700                                             |
| STERBEORT        | Konak (Hakkari)                                     |